# Гецель, Вильгельм Фридрих
Иоганн Вильгельм Фридрих фон Гецель (1754—1824) — теолог, ориенталист, лингвист, переводчик, педагог, профессор экзегетики и восточных языков в Дерптском университете.

## Биография
Сын пастора, в 18 лет поступил в Йенский университет, где посвятил себя изучению богословия и восточных языков. Выдающиеся лингвистические способности скоро обратили на него внимание, и в 1775 он уже получил, без экзамена, степень доктора философии, после чего пробыл три года приват-доцентом. За это время герцог Саксен-Гильдбурггаузенский пожаловал ему звание придворного саксен-герцогского советника.
В 1778 году Гецель женился и поселился в Ильменау, откуда была родом его жена, с тем, чтобы посвятить себя литературным занятиям. К свадьбе князь Шварцбург-Рудольштадтский пожаловал ему звание императорского гоф- и пфальцграфа.
В 1786 году он получил приглашение занять кафедру восточной и библейской литературы в Гиссене.
В 1788 году был пожалован званием тайного государственного советника, а в 1793 году назначен дефинитором при Гиссенской консистории.
В 1801 году, когда был основан Дерптский университет, В. Ф. Гецель был приглашен туда профессором экзегетики и восточных языков; на должности этой он оставался в течение 11 лет; последние же семь лет своего пребывания в Дерптском университете он занимал только кафедру восточных языков, так как в сделанном им переводе Нового Завета с примечаниями князь А. Н. Голицын отметил, что «произвольно переменены некоторые места... и даже некоторые догматы веры отвергнуты». Министерство Народного Просвещения ввиду этого ограничило его деятельность преподаванием восточных языков (12 декабря 1813 года).
В конце 1819 году Гецель подал прошение об отставке и получил её в январе 1820 года.
Иоганн Вильгельм Фридрих фон Гецель умер 12 июня 1824 года в Дерпте в собственном доме на Домберге, на углу его именем названной улицы.
Отличаясь большими техническими способностями, он изобрел в Дерпте машину для утрамбовки земли; модель её он поднес Александру І и был награждён бриллиантовым перстнем. Гецель явился благодаря этой машине инициатором глинобитных построек. Вопросы техники и сельского хозяйства затронуты также и в некоторых из его сочинений.
Гецель был почетным членом Латинского общества в Иене, Литературного общества в Майнце, Академии полезных наук в Эрфурте и Немецкого лингвистического общества в Берлине. В богословии он принадлежал к рационалистическому направлению. Специальностью его была грамматика. Грамматические труды его представляют компиляции, за исключением еврейской грамматики, в которой он пытался применить принцип голландской школы.
Автор «Истории древнееврейского языка».